# Габон на літніх Олімпійських іграх 2016
Габон на літніх Олімпійських іграх 2016 року був представлений 6 спортсменами у 4 видах спорту. Жодної медалі олімпійці Габону не завоювали.

## Спортсмени
| Дисципліна     | Чоловіки | Жінки | Разом |
| -------------- | -------- | ----- | ----- |
| Легка атлетика | 1        | 1     | 2     |
| Дзюдо          | 1        | 1     | 2     |
| Плавання       | 1        | 0     | 1     |
| Тхеквондо      | 1        | 0     | 1     |
| Разом          | 4        | 2     | 6     |

## Легка атлетика
Легенда
- Note – для трекових дисциплін місце вказане лише для забігу, в якому взяв участь спортсмен
- Q = пройшов у наступне коло напряму
- q = пройшов у наступне коло за добором (для трекових дисциплін - найшвидші часи серед тих, хто не пройшов напряму; для технічних дисциплін - увійшов до визначеної кількості фіналістів за місцем якщо напряму пройшло менше спортсменів, ніж визначена кількість)
- NR = Національний рекорд
- N/A = Коло відсутнє у цій дисципліні
- Bye = спортсменові не потрібно змагатися у цьому колі

Трекові і шосейні дисципліни
| Спортсмен          | Дисципліна                   | Попередній забіг | Попередній забіг | Чвертьфінал     | Чвертьфінал     | Півфінал         | Півфінал         | Фінал            | Фінал            |
| Спортсмен          | Дисципліна                   | Результат        | Місце            | Результат       | Місце           | Результат        | Місце            | Результат        | Місце            |
| ------------------ | ---------------------------- | ---------------- | ---------------- | --------------- | --------------- | ---------------- | ---------------- | ---------------- | ---------------- |
| Вільфрід Бінгангоє | біг на 100 метрів (чоловіки) | 11.03            | 5                | Завершив виступ | Завершив виступ | Завершив виступ  | Завершив виступ  | Завершив виступ  | Завершив виступ  |
| Рудді Занг Мілама  | біг на 100 метрів (жінки)    | Bye              | Bye              | 11.67           | 7               | Завершила виступ | Завершила виступ | Завершила виступ | Завершила виступ |

## Дзюдо
| Спортсмен   | Категорія           | 1/32 фіналу        | 1/16 фіналу                  | 1/8 фіналу             | Чвертьфінали       | Півфінали          | Втішний поєдинок   | Фінал / БМ         | Фінал / БМ       |
| Спортсмен   | Категорія           | Суперник Результат | Суперник Результат           | Суперник Результат     | Суперник Результат | Суперник Результат | Суперник Результат | Суперник Результат | Місце            |
| ----------- | ------------------- | ------------------ | ---------------------------- | ---------------------- | ------------------ | ------------------ | ------------------ | ------------------ | ---------------- |
| Пол Кібікай | до 81 кг (чоловіки) | Bye                | Аль-Аамері (IRQ) W 000–000 S | Нагасе (JPN) L 000–100 | Завершив виступ    | Завершив виступ    | Завершив виступ    | Завершив виступ    | Завершив виступ  |
| Сара Мазус  | до 78 кг (жінки)    | Н/Д                | Bye                          | Пауел (GBR) L 000–100  | Завершила виступ   | Завершила виступ   | Завершила виступ   | Завершила виступ   | Завершила виступ |

## Плавання
| Спортсмен      | Дисципліна                          | Попередній заплив | Попередній заплив | Півфінал        | Півфінал        | Фінал           | Фінал           |
| Спортсмен      | Дисципліна                          | Час               | Місце             | Час             | Місце           | Час             | Місце           |
| -------------- | ----------------------------------- | ----------------- | ----------------- | --------------- | --------------- | --------------- | --------------- |
| Маль Амбонгіла | 50 метрів вільним стилем (чоловіки) | 27.21             | 75                | Завершив виступ | Завершив виступ | Завершив виступ | Завершив виступ |

## Тхеквондо
| Спортсмен    | Категорія              | 1/8 фіналу         | Чвертьфінали       | Півфінали          | Втішний поєдинок   | Фінал / БМ         | Фінал / БМ      |
| Спортсмен    | Категорія              | Суперник Результат | Суперник Результат | Суперник Результат | Суперник Результат | Суперник Результат | Місце           |
| ------------ | ---------------------- | ------------------ | ------------------ | ------------------ | ------------------ | ------------------ | --------------- |
| Антоні Обаме | понад 80 кг (чоловіки) | Чо (GBR) L 6–12    | Завершив виступ    | Завершив виступ    | Завершив виступ    | Завершив виступ    | Завершив виступ |